# Роздольне (Житомирський район)
Роздо́льне (раніше — Вільшанка) — село в Україні, у Новогуйвинській селищній громаді Житомирського району Житомирської області. Населення становить 20 осіб.

## Географія
Через село тече річка П'яток, ліва притока Гнилоп'яті.

## Історія
У 1906 році — село П'ятківської волості Житомирського повіту Волинської губернії. Відстань від повітового міста 36 верст, від волості 1. Дворів 295, мешканців 1507.
До Другої світової війни — Вільшанка.
Село постраждало внаслідок геноциду українського народу, проведеного урядом СССР 1932—1933.
12 червня 2020 року, відповідно до розпорядження Кабінету Міністрів України № 711-р «Про визначення адміністративних центрів та затвердження територій територіальних громад Житомирської області» увійшло до складу Новогуйвинської селищної територіальної громади.
19 липня 2020 року, в результаті адміністративно-територіальної реформи та ліквідації Житомирського району (1939—2020), село увійшло до складу новоутвореного Житомирського району.